# Spirobolus bivirgatus
Spirobolus bivirgatus är en mångfotingart som beskrevs av Karsch 1881. Spirobolus bivirgatus ingår i släktet Spirobolus och familjen Spirobolidae. Inga underarter finns listade i Catalogue of Life.